# Leszek Zabłocki
Leszek Zabłocki (ur. 9 sierpnia 1924 w Warszawie, zm. 13 lipca 2022 tamże) – polski działacz kombatancki, weteran II wojny światowej, więzień Pawiaka i trzech obozów koncentracyjnych. Od 2015 roku członek Rady Naczelnej Związku Żołnierzy Narodowych Sił Zbrojnych, a od 2017 roku członek zarządu Okręgu Mazowieckiego Związku Żołnierzy Narodowych Sił Zbrojnych.

## Życiorys
Urodził się 9 sierpnia 1924 w Warszawie. Przed wojną skończył dwie klasy gimnazjum im. Adama Mickiewicza, należał do harcerstwa. W czasie okupacji pracował razem z ojcem w firmie handlującej papierem i materiałami piśmiennymi, uczył się na tajnych kompletach, należał do konspiracji. Aresztowany w nocy z 17 na 18 września 1942, trafił do więzienia na Pawiaku, gdzie w pojedynczej celi spędził cztery miesiące. W styczniu 1943 przetransportowany został do obozu koncentracyjnego na Majdanku, zatrudniony był m.in. przy robotach ziemnych, w kartoflarni i komandzie W kwietniu 1944 trafił do Gross Rosen (pracował w magazynie odzieżowym), a w lutym do obozu Leitmeritz (zatrudniony był przy pracach budowlanych). Po wojnie kontynuował naukę, skończył studia w Szkole Wyższej Handlowej i Szkole Głównej Gospodarstwa Wiejskiego. Pracował jako bankowiec. Przeszedł na emeryturę w 1995 roku. Mieszka w Warszawie.
Pochowany na Cmentarzu Powązkowskim w Warszawie.

## Ordery i odznaczenia
- Krzyż Kawalerski Orderu Odrodzenia Polski
- Złoty Krzyż Zasługi
- Srebrny Krzyż Zasługi
- Krzyż Narodowego Czynu Zbrojnego
- Krzyż Oświęcimski
- Medal „Pro Memoria”
- Medal „Pro Patria”[5]
- Medal 75-lecia NSZ
- Medal Obrońcy Ojczyzny 1939-1945[6]